# Андрија Даничић
Андрија Даничић (Горњи Милановац, 1987) српски је глумац и  саксофониста, који је прву улогу имао у ТВ серији Мјешовити брак. Члан је српског алтернативног  бенда Земља грува!.

## Улоге
| Год.  | Назив                                    | Улога                 |
| ----- | ---------------------------------------- | --------------------- |
| 2006. | Мјешовити брак                           | саксофониста          |
| 2008. | Другог пута нема!                        |                       |
| 2008. | То топло љето                            | Бојан                 |
| 2012. | Возар (кратки филм)                      |                       |
| 2012. | Шешир професора Косте Вујића             | Јаков Јаша Продановић |
| 2013. | Шешир професора Косте Вујића (ТВ серија) | Јаков Јаша Продановић |
| 2014. | The crushed days                         | Страхиња              |
| 2015. | Панама                                   | Стеван                |
| 2017. | Santa Maria della Salute                 | Милан Грол            |
| 2017. | Нигде                                    |                       |
| 2020. | Идеалан посао                            | Криминалац            |